# Liste der Stolpersteine in Bückeburg
Die Liste der Stolpersteine in Bückeburg enthält alle Stolpersteine, die im Rahmen des gleichnamigen Projekts von Gunter Demnig in Bückeburg verlegt wurden. Mit ihnen soll an Opfer des Nationalsozialismus erinnert werden, die in Bückeburg lebten und wirkten.

## Verlegte Stolpersteine
| Adresse               | Verlege- datum | Person, Inschrift                                                                                                | Bild                                                  | Anmerkung |
| --------------------- | -------------- | --- | ----------------------------------------------------- | --------- |
| Braustraße 7          | 25. Mai 2008   | Hier wohnte Hermann Philippsohn Jg. 1899 deportiert 1942 ermordet im Ghetto Warschau                             | Stolperstein für Hermann Philippsohn                  |           |
| Braustraße 7          | 25. Mai 2008   | Hier wohnte Hilde Philippsohn geb. Uhlmann Jg. 1911 deportiert 1942 ermordet im Ghetto Warschau                  | Stolperstein für Hilde Philippsohn geb. Uhlmann       |           |
| Braustraße 7          | 25. Mai 2008   | Hier wohnte Rosa Philippsohn geb. Löwenbach Jg. 1871 deportiert 1942 ermordet in Theresienstadt                  | Stolperstein für Rosa Philippsohn geb. Löwenbach      |           |
| Braustraße 7          | 25. Mai 2008   | Hier wohnte Willy Philippsohn Jg. 1901 deportiert 1942 ermordet im Ghetto Warschau                               | Stolperstein Bückeburg Braustraße 7 Willy Philippsohn |           |
| Dammstraße 17         | 11. März 2011  | Hier wohnte Rosa Uhlmann geb. Franke Jg. 1865 deportiert 1942 ermordet in Theresienstadt                         | Stolperstein für Rosa Uhlmann geb. Franke             |           |
| Dammstraße 17         | 11. März 2011  | Hier wohnte Sofie Humbrock geb. Stein Jg. 1905 deportiert 1945 Theresienstadt befreit/überlebt                   | Stolperstein für Sofie Humbrock geb. Stein            |           |
| Fürst-Ernst-Straße 35 | 11. März 2011  | Hier wohnte Helene Winkelmann geb. Culp Jg. 1889 deportiert 1945 Theresienstadt befreit / überlebt               | Stolperstein für Helene Winkelmann geb. Culp          |           |
| Fürst-Ernst-Straße 43 | 5. Dez. 2006   | Hier wohnte Dr. Paul Benario Jg. 1890 Flucht 1938 überlebt in Chile                                              | Stolperstein für Dr. Paul Benario                     |           |
| Fürst-Ernst-Straße 43 | 5. Dez. 2006   | Hier wohnte Friederike Benario geb. Hermann Jg. 1903 Flucht 1938 überlebt in Chile                               | Stolperstein für Friederike Benario geb. Hermann      |           |
| Fürst-Ernst-Straße 43 | 5. Dez. 2006   | Hier wohnte Theodor Benario Jg. 1931 Flucht 1938 überlebt in Chile                                               | Stolperstein für Theodor Benario                      |           |
| Gartenstraße 10       | 18. Sep. 2009  | Hier wohnte Heinz Philippsohn Jg. 1907 deportiert 1942/1943 Ghetto Warschau ermordet                             | Stolperstein für Heinz Philippsohn                    |           |
| Gartenstraße 10       | 18. Sep. 2009  | Hier wohnte Kurt Philippsohn Jg. 1918 Flucht 1939 überlebt in England                                            | Stolperstein für Kurt Philippsohn                     |           |
| Gartenstraße 10       | 18. Sep. 2009  | Hier wohnte Louis Philippsohn Jg. 1875 gedemütigt/entrechtet Wohlfahrtsunterstützung entzogen Tot 1936           | Stolperstein für Louis Philippsohn                    |           |
| Gartenstraße 10       | 18. Sep. 2009  | Hier wohnte Paula Philippsohn Jg. 1908 deportiert 1942 Theresienstadt ermordet in Auschwitz                      | Stolperstein für Paula Philippsohn                    |           |
| Gartenstraße 10       | 18. Sep. 2009  | Hier wohnte Rosa Philippsohn geb Heilbronn Jg. 1883 deportiert 1942 Theresienstadt ermordet in Auschwitz         | Stolperstein für Rosa Philippsohn geb Heilbronn       |           |
| Lange Straße 15       | 22. Nov. 2005  | Hier wohnte Adolf Wertheim Jg. 1886 deportiert Riga ermordet 1941                                                | Stolperstein für Adolf Wertheim                       |           |
| Lange Straße 15       | 22. Nov. 2005  | Hier wohnte Elise Wertheim Jg. 1896 Flucht in den Tod Hannover 1939                                              | Stolperstein für Elise Wertheim                       |           |
| Lange Straße 15       | 22. Nov. 2005  | Hier wohnte Gertrud Wertheim Jg. 1921 Flucht 1939 überlebt in Schottland                                         | Stolperstein für Gertrud Wertheim                     |           |
| Lange Straße 53       | 22. Nov. 2005  | Hier wohnte Amalie Moosberg Jg. 1881 Tot 1940 in Hannover                                                        | Stolperstein für Amalie Moosberg                      |           |
| Lange Straße 53       | 22. Nov. 2005  | Hier wohnte Louis Moosberg Jg. 1873 deportiert 1942 Theresienstadt ermordet in Treblinka                         | Stolperstein für Louis Moosberg                       |           |
| Lange Straße 66       | 16. März 2007  | Hier wohnte Emil Berl Jg. 1880 Flucht 1939 Brasilien überlebt                                                    | Stolperstein für Emil Berl                            |           |
| Lange Straße 66       | 16. März 2007  | Hier wohnte Grete Berl geb. Rosenbaum Jg. 1928 Flucht 1939 Brasilien überlebt                                    | Stolperstein für Grete Berl geb. Rosenbaum            |           |
| Lange Straße 66       | 16. März 2007  | Hier wohnte Helga Berl Jg. 1928 Flucht 1939 Brasilien überlebt                                                   | Stolperstein für Helga Berl                           |           |
| Lange Straße 66       | 16. März 2007  | Hier wohnte Horst Berl Jg. 1928 Flucht 1939 Brasilien überlebt                                                   | Stolperstein für Horst Berl                           |           |
| Lange Straße 75       | 25. Mai 2008   | Hier wohnte Frieda Kreuzer geb. Löwenstein Jg. 1887 gedemütigt/entrechnet Flucht 1939 Uruguay überlebt           | Stolperstein für Frieda Kreuzer geb. Löwenstein       |           |
| Lange Straße 75       | 25. Mai 2008   | Hier wohnte Leo Kreuzer Jg. 1885 gedemütigt/entrechnet Flucht 1939 Uruguay überlebt                              | Stolperstein für Leo Kreuzer                          |           |
| Lange Straße 75       | 25. Mai 2008   | Hier wohnte Erich Cahnfeld Jg. 1910 gedemütigt/entrechnet Flucht 1939 Uruguay überlebt                           | Stolperstein für Erich Cahnfeld                       |           |
| Lange Straße 75       | 25. Mai 2008   | Hier wohnte Lucie Cahnfeld geb. Kreuzer Jg. 1910 gedemütigt/entrechnet Flucht 1939 Uruguay überlebt              | Stolperstein für Lucie Cahnfeld geb. Kreuzer          |           |
| Lange Straße 79       | 5. Dez. 2006   | Hier wohnte Friedrich Muckermann Jesuitenpater Jg. 1883 im Widerstand 1919 Flucht 1934 Schweiz ausgebürgert 1938 | Stolperstein für Friedrich Muckermann                 |           |
| Lülingstraße 10       | 11. März 2011  | Hier wohnte Louis Levison Jg. 1859 deportiert 1942 ermordet in Theresienstadt                                    | Stolperstein für Louis Levison                        |           |
| Lülingstraße 10       | 11. März 2011  | Hier wohnte Selly Levison geb. David Jg. 1869 deportiert 1942 ermordet in Theresienstadt                         | Stolperstein für Selly Levison geb. David             |           |
| Marktplatz/Rathaus    | 22. Nov. 2005  | Karl Wiehe Jg. 1882 Bürgermeister 1912–1935 Amtsenthebung 1935 von Nazis                                         | Stolperstein für Karl Wiehe                           |           |
| Marktplatz/Rathaus    | 22. Nov. 2005  | Für die Ungenannten 1933–1945 sie haben Leben gerettet                                                           | Stolperstein für die Ungenannten                      |           |
| Obertorstraße 6       | 16. März 2007  | Hier wohnte Bertha Meyer Jg. 1868 deportiert 1942 ermordet in Theresienstadt                                     | Stolperstein für Bertha Meyer                         |           |
| Obertorstraße 6       | 16. März 2007  | Hier wohnte Julius Meyer Jg. 1875 deportiert 1942 ermordet in Theresienstadt                                     | Stolperstein für Julius Meyer                         |           |
| Petersilienstraße 1   | 11. März 2011  | Hier wohnte Pauline Meyersberg Jg. 1866 deportiert 1942 ermordet in Theresienstadt                               | Stolperstein für Pauline Meyersberg                   |           |
| Sackstraße 16         | 25. Mai 2008   | Hier wohnte Ida Bonwitt Jg. 1889 deportiert 1942 ermordet in Auschwitz                                           | Stolperstein für Ida Bonwitt                          |           |
| Sackstraße 16         | 25. Mai 2008   | Hier wohnte Rosa Bonwitt geb. Hammerschlag Jg. 1862 deportiert 1942 ermordet in Theresienstadt                   | Stolperstein für Rosa Bonwitt geb. Hammerschlag       |           |
| Schulstraße 1         | 16. März 2007  | Hier wohnte Emil Weihl Jg. 1879 Flucht 1939 Holland überlebt                                                     | Stolperstein für Emil Weihl                           |           |
| Schulstraße 1         | 16. März 2007  | Hier wohnte Ilse Weihl Jg. 1915 Flucht 1939 verzogen überlebt                                                    | Stolperstein für Ilse Weihl                           |           |
| Schulstraße 1         | 16. März 2007  | Hier wohnte Otto Weihl Jg. 1911 Flucht 1934 Holland überlebt                                                     | Stolperstein für Otto Weihl                           |           |
| Schulstraße 21        | 5. Dez. 2006   | Hier wohnte Erwin Rautenberg Jg. 1920 Flucht 1937 überlebt in Argentinien                                        | Stolperstein für Erwin Rautenberg                     |           |
| Schulstraße 21        | 5. Dez. 2006   | Hier wohnte Leo Rautenberg Jg. 1881 verhaftet 1938 Buchenwald Tot 1940 an Haftfolgen in Bückeburg                | Stolperstein für Leo Rautenberg                       |           |
| Schulstraße 21        | 5. Dez. 2006   | Hier wohnte Manfred Rautenberg Jg. 1925 deportiert 1941 Ghetto Riga Befreit-Tot 1945 an Haftfolgen               | Stolperstein für Manfred Rautenberg                   |           |
| Schulstraße 21        | 5. Dez. 2006   | Hier wohnte Ruth Rautenberg Jg. 1925 deportiert 1941 ermordet im Ghetto Riga                                     | Stolperstein für Ruth Rautenberg                      |           |
| Schulstraße 21        | 5. Dez. 2006   | Hier wohnte Selma Rautenberg geb. Meier Jg. 1885 deportiert 1941 ermordet in Ghetto Riga                         | Stolperstein für Selma Rautenberg geb. Meier          |           |
| Ulmenallee 5          | 18. Sep. 2009  | Hier wohnte Julius Michaelis Jg. 1869 deportiert 1945 Theresienstadt überlebt                                    | Stolperstein für Julius Michaelis                     |           |
| Wallstraße 2          | 18. Sep. 2009  | Hier wohnte Hermann Scheiberg Jg. 1891 Flucht 1937 überlebt in USA                                               | Stolperstein für Hermann Scheiberg                    |           |
| Wallstraße 64         | 11. März 2011  | Hier wohnte Walli Schulz geb. Scheurenberg Jg. 1905 deportiert 1945 Theresienstadt befreit/überlebt              | Stolperstein für Walli Schulz geb. Scheurenberg       |           |